# 2020 (televisieprogramma)
2020 was een televisieprogramma uit 2003 en 2004 van de Nederlandse omroep BNN, gepresenteerd door Patrick Lodiers.
Het programma is te classificeren als een mockumentary. In het programma werd zogenaamd vanuit 2020 teruggekeken op gebeurtenissen die tussen 2004 en 2020 plaats zouden hebben gevonden. Zo keek men terug op de watersnoodramp van 2015, de overwinning van Henk Westbroek op het songfestival in 2010 en op de onafhankelijkheid van Friesland. Ook werd er gesproken over een uitbraak van vogelgriep die duizenden Nederlanders het leven had gekost en in 2014 zou hebben plaatsgevonden. Deze voorspelling had vrij grote gelijkenissen met de uitbraak van COVID-19 die in 2020 Nederland bereikte. Toen het humoristische programma van Arjen Lubach, Zondag met Lubach, dit in haar uitzending aanhaalde, kreeg deze aflevering op YouTube duizenden extra kijkers.